# Flores Mirandesas
Flores Mirandesas és el nom d'un poemari publicat el 1884 pel filòleg José Leite de Vasconcelos escrit en mirandès (llengua asturlleonesa) i és alhora la primera obra escrita en mirandès. Marca l'inici del procés de recobrament i normalització lingüística i la naixement d'una literatura escrita en terres de Miranda l Douro.

Una de les poesies de les vuit que formen el llibre:
| «                           | LA LHÉNGUA MIRANDESA Quien dirie q’antre ls matos eiriçados, Las ourrietas i ls rius desta tierra, Bibie, cumo l chougarço de la sierra, Ua lhéngua de sonidos tan bariados? Mostre-se i fale-se essa lhéngua, filha Dun pobo que ten neilha l choro i l canto! Nada por cierto mos coutiba tanto Cumo la form'an que l'eideia brilha. Desgraciado d'aquel, q’abandonando La pátria an que naciu, la casa i l huorto, Tamién se squece de la fala! Quando Lo furdes ber, talbeç que steia muorto! | » |
| — José Leite de Vasconcelos | |   |